# يفران (إيران)
يفران هي قرية في مقاطعة أصفهان، إيران. يقدر عدد سكانها بـ 429 نسمة بحسب إحصاء 2016.